# Hurtu
Hurtu est une marque historique de machines à coudre, puis de moteurs auxiliaires et d'automobiles.

## Historique

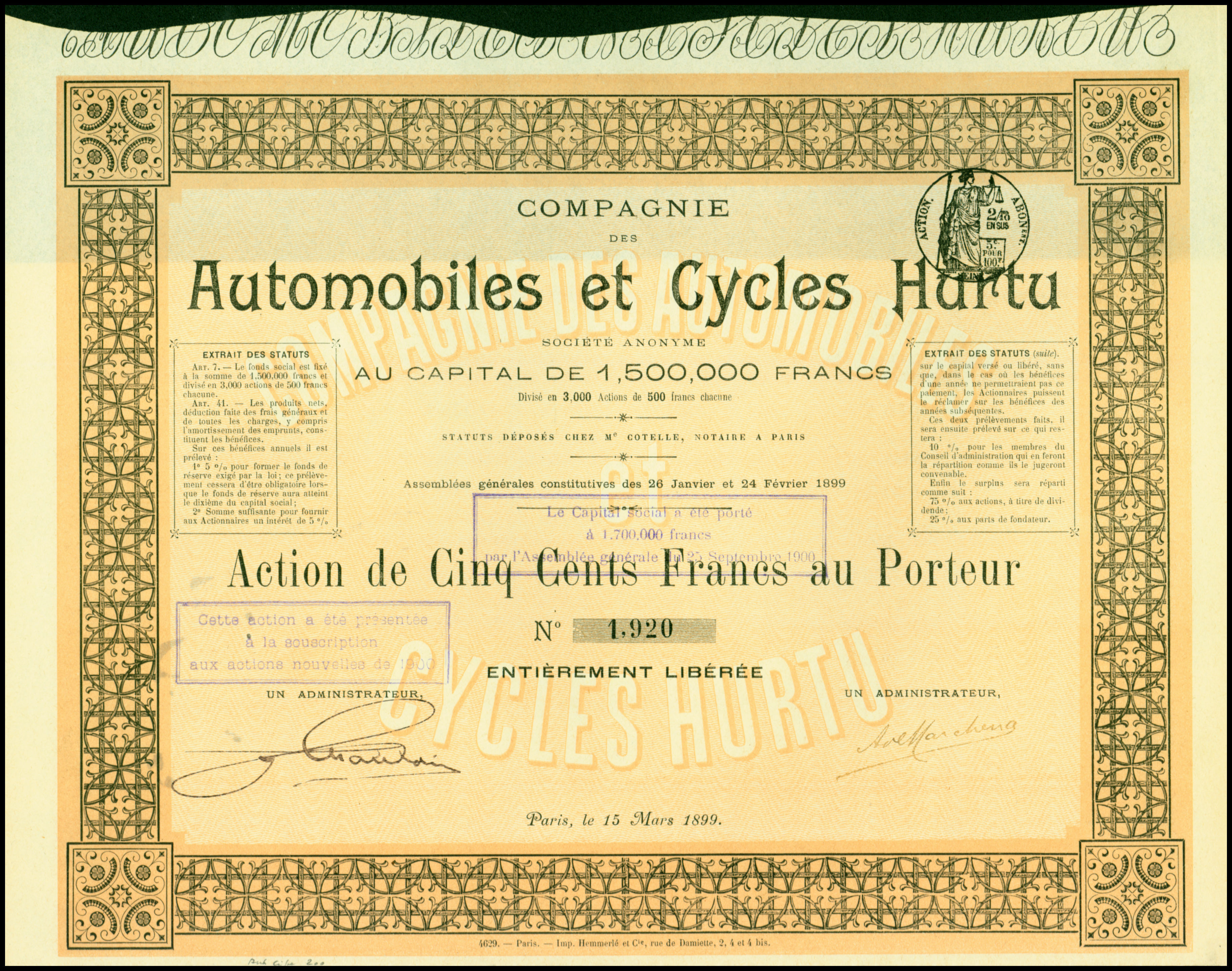
Reproduction d'une action de la compagnie datée du 15 mars 1899, « Cie des Automobiles et Cycles Hurtu ».

Hurtu représente l'une des plus anciennes usines de constructions mécaniques de la commune d'Albert (Somme) dont le fondateur est Auguste-Jacques Hurtu (né le 13 octobre 1835 à Hayange (Moselle) et mort le 28 mars 1898 à Albert.
- La compagnie des automobiles et cycles Hurtu était implantée à Albert (Somme).
- Plus tard, l'entreprise moteurs Hurtu s'implantera à Paris, dans le 15e arrondissement, au 104 de la rue Castagnary et implantera une usine à Rueil Malmaison, Rue de Paris (carte postale)[3].

La marque française produira des motocyclettes légères à partir de 1903 et après la Seconde Guerre mondiale, des cyclomoteurs 49 cm3 à moteur deux temps. La production a duré jusqu'aux années 1956-1960. C'était une marque connue et en vogue à l'époque, dans le domaine des cycles, dans la première moitié du XXe siècle,.
Elle a aussi fabriqué des machines à coudre.

## Galerie

Affiche attribuée à Eugène Ogé.
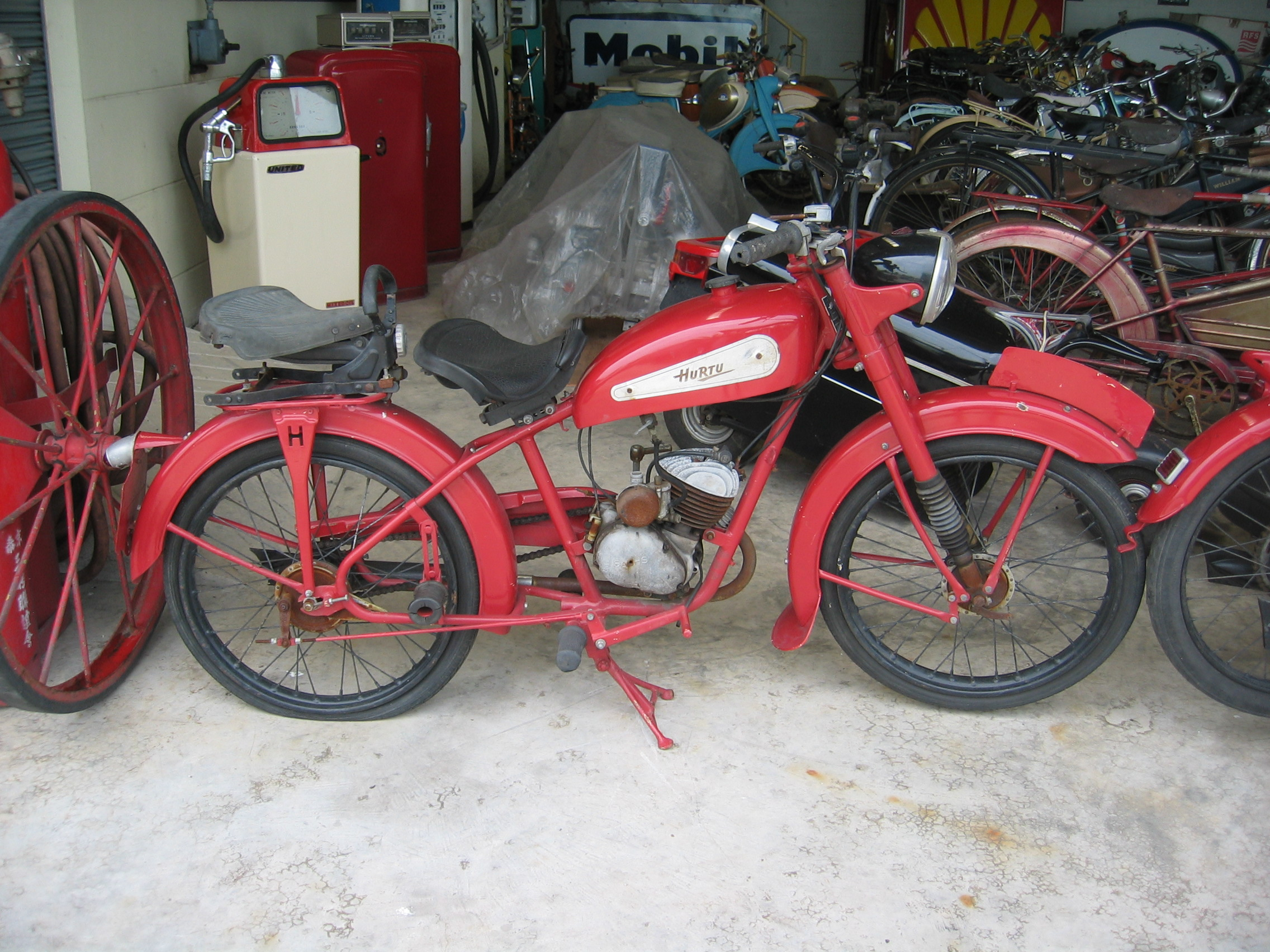
Une rare motocyclette Hurtu.
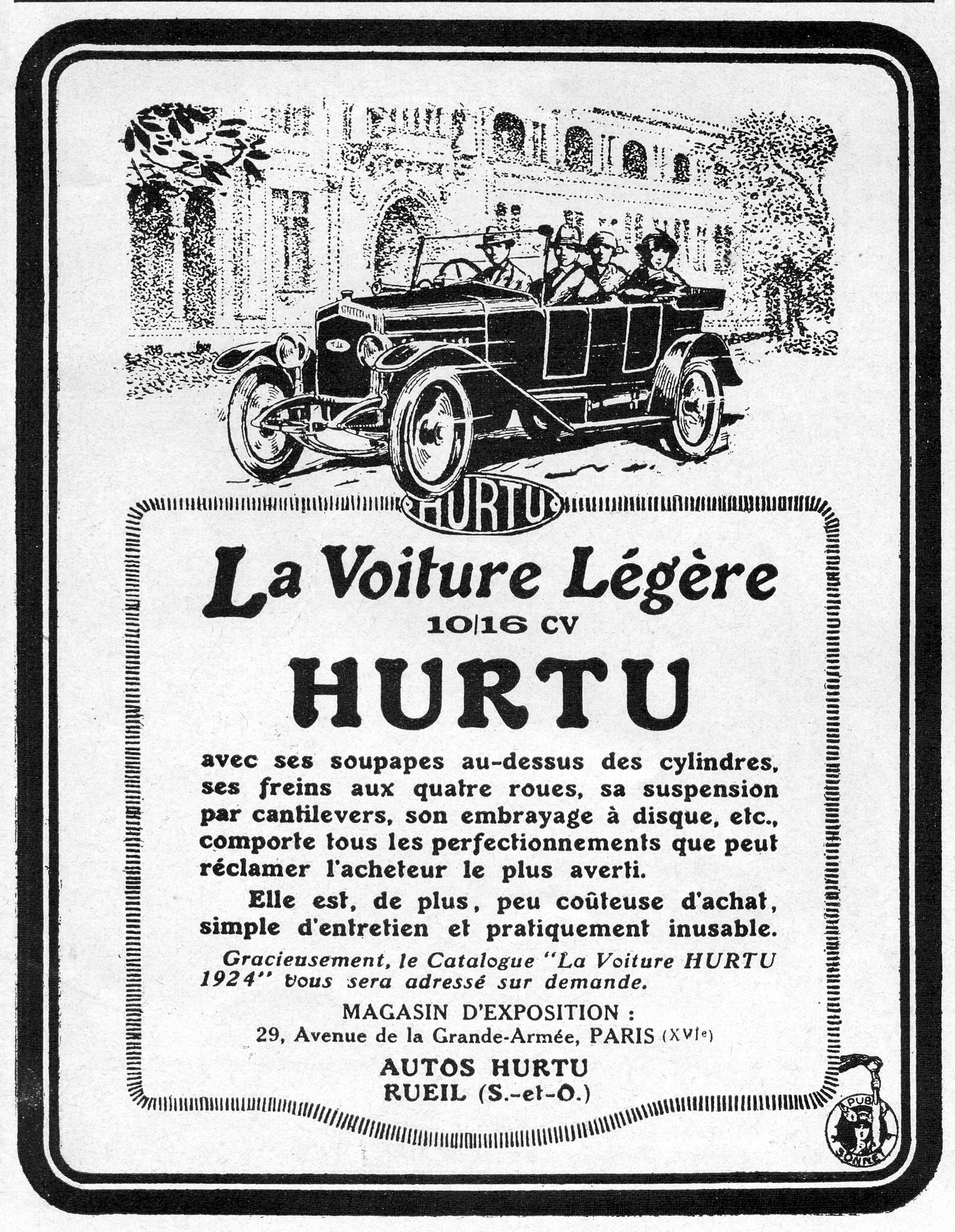
Réclame de 1924 (L'Illustration).
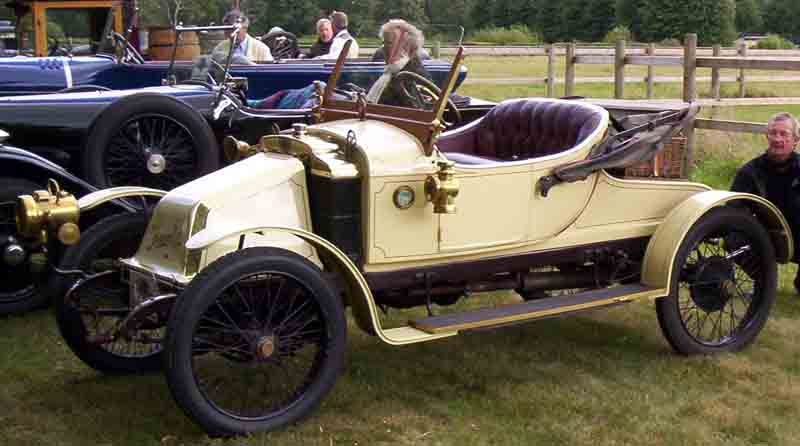
Automobile Modèle 1912.
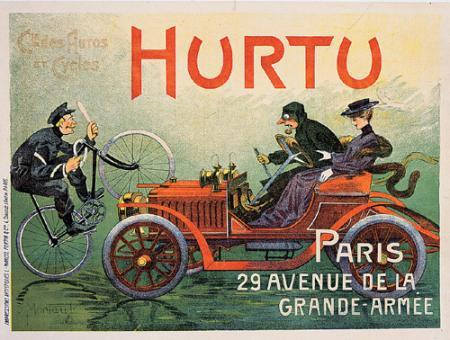
Publicité d'Ernest Montaut.
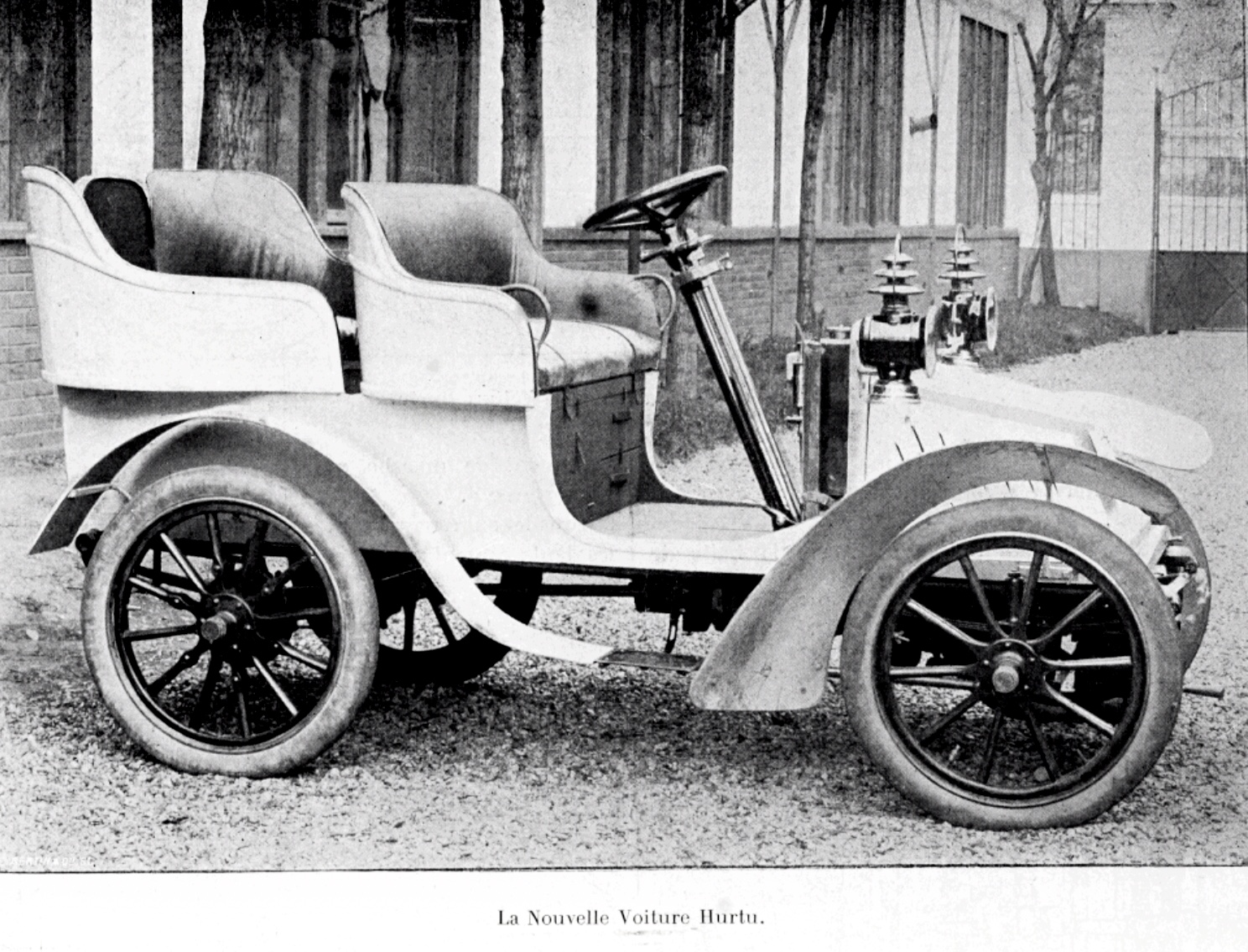
Automobile Hurtu (1901).
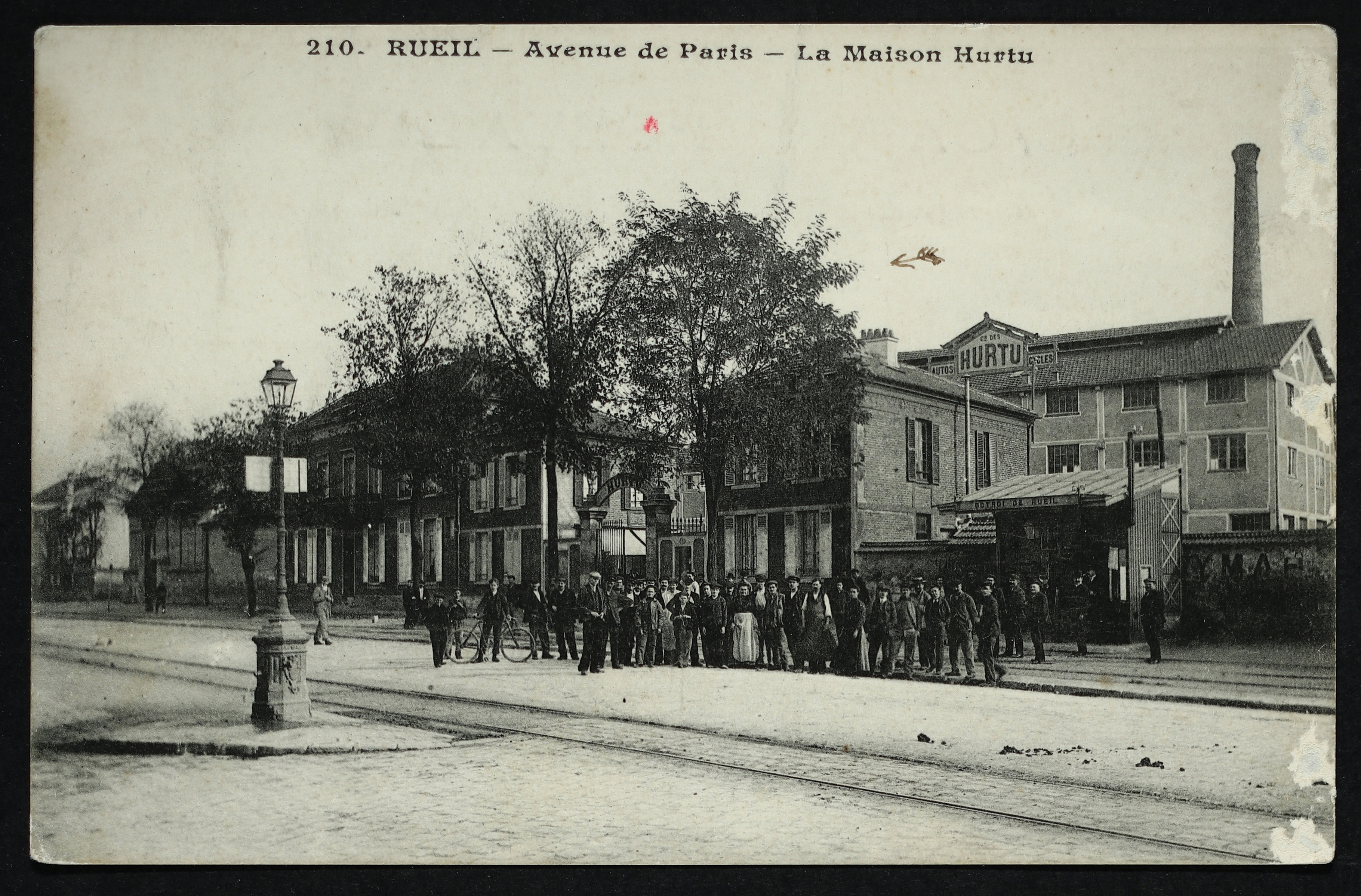
Carte postale de la Maison Hurtu avec son usine à Rueil-Malmaison.